# Xoşçobanlı (Imishli)
Xoşçobanlı è un comune dell'Azerbaigian situato nel distretto di İmişli. Conta una popolazione di 1 281 abitanti.